# 2021年趙立堅推圖事件
2021年赵立坚推图事件，是2021年4月26日中华人民共和国外交部发言人赵立坚在推特上传恶搞日本画家葛饰北斋名画《神奈川沖浪裏》，谴责和讽刺日本处理福岛核废水排放的措施，引起日本向中华人民共和国表达强烈抗议，并要求赵立坚删除有关图片的外交纷争事件。
赵立坚于4月28日宣布拒绝日本提出的撤除推图要求，并将推图在推特上置顶，称“这幅新作品反映出中国民众对日本政府单方面决定以排海方式处理福岛核污染水的担忧和不满”，引起日本官方与民间的强烈抗议。

## 事件
2021年4月26日，中華人民共和国外交部发言人赵立坚在其推特上发布恶搞日本江户时代浮世绘艺术家葛饰北斋《神奈川沖浪裏》的画作。画作将原作的富士山改成核电厂，在天空中加上十字架，并描绘两个穿着防護服的人在倒掉船上的核废物，并在附文中写到：「中国的插画师重新创作了日本画作《神奈川沖浪裏》。如果原作者葛饰北斋现在还活着，他也会非常关心日本核废水问题」。
4月27日，日本外務大臣茂木敏充在新闻发布会接受媒体就此事的採訪时表示：「我已经看过这些推文，但是作为外交部长，我不会一一评论新闻秘书级别的推文，但是我已经通过外交途径立即对此事进行了严厉抗议，并要求中方删除相关推文」。
4月28日，赵立坚在例行记者会上拒绝日本政府的要求，并表示「据我所知，这是一幅中国青年插画家的画作。我想这首先说明，葛饰北斋先生的原作在中国有一定的知名度，中国民众对日本文化是相当了解的。这幅新作品反映出中国民众对日本政府单方面决定以排海方式处理福岛核污染水的担忧和不满」，并辩称「全世界抗议不是一天两天了，日方一些官员一直装聋作哑，为什么对一幅插画作品气急败坏？他们应该多听听世界人民对于核污染水排海的抗议呼声」，還将该推文置顶，取代2020年11月所置顶、中国大陆网络画家乌合麒麟针对澳大利亚的《和平之师》画作推图。

## 反应
日本外务大臣茂木敏充于28日在众院外务委员会会议上，回答立宪民主党议员小熊慎司就推图事件的提问表示「已向中方提出严正抗议」并指出「这种欠考虑的推文不该出现」。来自福岛县的小熊慎司也强烈谴责称：「作为大国的发言人，这是荒谬的错误行为。不能容许。」
推图事件在福岛县引起当地渔业组织的不满，并就趙立坚的推图表达强烈抗议。收藏着仿制《神奈川沖浪裏》的长野县北斋美术馆的工作人员就推图事件评论：「虽然也有污染水的问题，但是用北斋有名的画来这样表现的话，与其说是北斋馆，不如说是全日本人的耻辱。虽然我们也收藏了作品，但是以这样的形式向大家传播，我觉得非常遗憾。」
相马双叶渔业协同组织代表理事会长立谷宽治评论：「已处理的核污水以流水的样子画成画，真的很愤慨。这是什么啊。从外国来的那种话让我很失望。」在福岛县担任防止风评被害对策机构主席的白石孝之评论：「我认为这是没有进行正确理解的表现。为了不让这种事情发生在国家身上，我希望能向对方传达自己的心意，传递出细致的信息」、「含有氚的污水排出，不仅仅是在福岛。世界上所有的核电站都在海洋和大气中排放，而中国的核电站也在2002年一年内排出了42兆贝克勒尔。福岛第一核电站的政策是将这一水平降低到22兆贝克勒尔，这是正常运行的标准」。福岛县上海办事处负责人三鹤章二则对事件评论：「即使是现在，向海洋释放核污水的的新闻仍然占据着新闻头条，但是这次的讽刺画事件在中国并没有成为话题的印象。虽然也有媒体对氚的性质进行了报道，但大部分的报道都是不顾当地渔民的反对，试图将氚释放出来」。

## 评论
4月28日，日本外務省发言人吉田智之就NHK记者寻问中国外交部发言人赵立坚使用推特恶搞葛饰北斋的浮世绘，如何看待中国对日本的外交关系有何评论时指出：「我想昨天外务大臣也有疑问。因此，正如茂木敏充解释的那样，关于此事，他立即通过外交途径进行了严厉抗议，并要求将其删除。 到目前为止，我们已经向国际原子能机构提供了有关ALPS处理核污水的详细信息。 因此，日本正在以高度透明地积极响应包括中国在内的国际社会。在这种情况下，中国发言人这次的推文似乎是在没有任何科学依据的情况下单方面和情感上发表，我感到非常遗憾」。并补充说：「不知道国际社会会如何看待中国这个世界上的大国之一的发言人发布这样一条推特」、「无论如何，我们将继续以高度的透明度解释我们对ALPS处理过的核污水的立场，无论反应如何，我们将坚决反驳这种不幸的言行」。

## 备注
1. ↑  在日本，「遺憾」是僅次於「譴責」的外交用語，通常用於直接關乎國家利益的問題

## 相似事件
- 2020年赵立坚推图事件
- 2021年4月29日晚，中国驻日大使馆在其推特上发表讽刺美国民主的插图推文。图中显示，一个穿着模仿美国国旗的死神按顺序打开门，门上面写着伊拉克、利比亚、叙利亚等、从门的另一侧流出血液，并在附文写上“如果美国带来“民主”，那就将是这样。”[8]不过在30日下午，这则推文已被自行删除[9]。日本网友也翻出一则2019年相似的推文，认为中国驻日大使馆的插图有抄袭之嫌[10]。